# Les Cayes (departementshuvudort)
Les Cayes är en departementshuvudort i Haiti.   Den ligger i departementet Sud, i den sydvästra delen av landet, 150 km väster om huvudstaden Port-au-Prince. Les Cayes ligger 1 meter över havet och antalet invånare är 125 799.
Terrängen runt Les Cayes är huvudsakligen platt, men åt nordost är den kuperad. Havet är nära Les Cayes åt sydost.  Les Cayes är det största samhället i trakten. 